# Naisten II-divisioona 2018
La Naisten II-divisioona 2018 è la 3ª edizione del campionato di football americano di terzo livello femminile, organizzato dalla SAJL.

## Squadre partecipanti
| Club                 | Città     | Stadio | Sponsor ufficiale | Risultato nella stagione 2017 |
| -------------------- | --------- | ------ | ----------------- | ----------------------------- |
| Joensuu Wolves       | Joensuu   |        |                   |                               |
| Kouvola Indians      | Kouvola   |        |                   |                               |
| Oulu Northern Lights | Oulu      |        |                   |                               |
| Rovaniemi Nordmen    | Rovaniemi |        |                   |                               |
| Tampere Saints II    | Tampere   |        |                   |                               |

## Stagione regolare

### Calendario

#### 1ª giornata
| Joensuu 27 maggio 2018 | Joensuu Wolves | 14 – 32 | Rovaniemi Nordmen | Mehtimäki |

| Joensuu 27 maggio 2018 | Rovaniemi Nordmen | 20 – 18 | Kouvola Indians | Mehtimäki |

| Joensuu 27 maggio 2018 | Kouvola Indians | 0 – 30 | Joensuu Wolves | Mehtimäki |

#### 2ª giornata
| Tampere 17 giugno 2018 | Tampere Saints II | 0 – 44 | Oulu Northern Lights | Pyynikin urheilukenttä |

| Tampere 17 giugno 2018 | Oulu Northern Lights | 34 – 6 | Joensuu Wolves | Pyynikin urheilukenttä |

| Tampere 17 giugno 2018 | Joensuu Wolves | 34 – 6 | Tampere Saints II | Pyynikin urheilukenttä |

#### 3ª giornata
| Rovaniemi 30 giugno 2018 | Rovaniemi Nordmen | 52 – 0 | Kouvola Indians | Susivouti |

| Rovaniemi 30 giugno 2018 | Kouvola Indians | 34 – 20 | Tampere Saints II | Susivouti |

| Rovaniemi 30 giugno 2018 | Tampere Saints II | 0 – 62 | Rovaniemi Nordmen | Susivouti |

#### 4ª giornata
| Kouvola 14 luglio 2018, ore 13:00 | Kouvola Indians | 26 – 22 | Tampere Saints II | Kuusankosken urheilupuisto |

| Kouvola 14 luglio 2018, ore 14:30 | Tampere Saints II | 8 – 30 | Oulu Northern Lights | Kuusankosken urheilupuisto |

| Kouvola 14 luglio 2018, ore 16:00 | Oulu Northern Lights | 52 – 0 | Kouvola Indians | Kuusankosken urheilupuisto |

#### 5ª giornata
| Oulu 22 luglio 2018 | Oulu Northern Lights | 40 – 0 | Joensuu Wolves | Castrenin urheilukeskus |

| Oulu 22 luglio 2018 | Joensuu Wolves | 8 – 30 | Rovaniemi Nordmen | Castrenin urheilukeskus |

| Oulu 22 luglio 2018 | Rovaniemi Nordmen | 6 – 28 | Oulu Northern Lights | Castrenin urheilukeskus |

### Classifica
La classifica della regular season è la seguente:
- PCT = percentuale di vittorie, G = partite giocate, V = partite vinte, P = partite perse, PF = punti fatti, PS = punti subiti

| Pos. | Squadra              | PCT   | G | V | N | P | PF  | PS  |
| ---- | -------------------- | ----- | - | - | - | - | --- | --- |
| 1    | Oulu Northern Lights | 1.000 | 6 | 6 | 0 | 0 | 260 | 12  |
| 2    | Rovaniemi Nordmen    | .833  | 6 | 5 | 0 | 1 | 202 | 68  |
| 3    | Kouvola Indians      | .333  | 6 | 2 | 0 | 4 | 78  | 196 |
| 4    | Joensuu Wolves       | .333  | 6 | 2 | 0 | 4 | 92  | 142 |
| 5    | Tampere Saints II    | .000  | 6 | 0 | 0 | 6 | 48  | 262 |

## Playoff

### Tabellone
|  | Semifinali | Semifinali        | Semifinali |                   |   | III Finale Naisten II-divisioona | III Finale Naisten II-divisioona | III Finale Naisten II-divisioona |  |
|  |            |                   |            |                   |   |                                  |                                  |                                  |  |
|  | 2          | Rovaniemi Nordmen | 28         |                   |   |                                  |                                  |                                  |  |
|  | 2          | Rovaniemi Nordmen | 28         |                   |   |                                  |                                  |                                  |  |
|  | 3          | Kouvola Indians   | 0          |                   |   |                                  |                                  |                                  |  |
|  | 3          | Kouvola Indians   | 0          |                   | 1 | Oulu Northern Lights             | 40                               |                                  |  |
|  |            |                   |            |                   | 1 | Oulu Northern Lights             | 40                               |                                  |  |
|  |            |                   |            | Rovaniemi Nordmen | 0 |                                  |                                  |                                  |  |

### Semifinale
| Oulu 5 agosto 2018, ore 13:30 | Rovaniemi Nordmen | 28 – 0 | Kouvola Indians | Heinäpään urheilukeskus |

### III Finale Naisten II-divisioona
| Oulu 5 agosto 2018, ore 15:30 | Oulu Northern Lights | 40 – 0 | Rovaniemi Nordmen | Heinäpään urheilukeskus |

## Verdetti
- Oulu Northern Lights Vincitrici della Naisten II-divisioona 2018